# Maryville (Missouri)
Maryville é uma cidade localizada no estado americano de Missouri, no Condado de Nodaway.

## Demografia
Segundo o censo americano de 2000, a sua população era de 10.581 habitantes.
Em 2006, foi estimada uma população de 10.556, um decréscimo de 25 (-0.2%).

## Geografia
De acordo com o United States Census Bureau tem uma área de
13,1 km², dos quais 13,0 km² cobertos por terra e 0,1 km² cobertos por água.

## Localidades na vizinhança
O diagrama seguinte representa as localidades num raio de 20 km ao redor de Maryville.